# Nazareth Castellanos
Nazareth Castellanos (Madrid, 1977) es una física, neurocientífica y divulgadora española, especializada en la investigación científica de la actividad cerebral. Desde 2022, ocupa la cátedra extraordinaria de mindfulness y ciencias cognitivas de la Universidad Complutense de Madrid (UCM).

## Trayectoria
Se licenció en 2002 en física teórica en Universidad Autónoma de Madrid (UAM). En 2008, se doctoró en Medicina en la misma universidad con la tesis titulada Estudio y aplicación de métodos matemáticos para determinar la conectividad funcional entre series temporales de origen neurofisológico. Posteriormente, cursó el Máster en Matemáticas Aplicadas a la Biología y en Neurociencias por la Facultad de Medicina de la UAM.
Ha trabajado como investigadora y docente en el Departamento de Física Médica del Hospital Clínico San Carlos de Madrid, en la facultad de Ciencias Biológicas de la Universidad Complutense de Madrid (UCM) y en el laboratorio de Neurociencia Cognitiva y Computacional del Centro de Tecnología Biomédica (CTB) de la Universidad Politécnica de Madrid (UPM). Su experiencia internacional incluye etapas de investigación en el Instituto de Investigaciones Cerebrales Max Planck de Frankfurt (Alemania) y en el Instituto de Psiquiatría del King's College de Londres (Reino Unido).
Su trabajo se ha centrado en desarrollar e implementar herramientas matemáticas para estudiar las redes cerebrales y cómo se reorganizan en casos de daño cerebral y enfermedades como el Alzheimer. También investiga la relación entre el cerebro y otros órganos como el corazón, el intestino y los pulmones, analizando su actividad eléctrica y composición microbiana para entender los procesos biológicos que intervienen en la regulación emocional, así como los efectos de la meditación y los estilos de vida sobre la salud mental.
Desde 2022, dirige el área de investigación del laboratorio Nirakara,  y ocupa la cátedra extraordinaria de mindfulness y ciencias cognitivas de la Universidad Complutense de Madrid (UCM).
Como divulgadora, Castellanos es autora de varios libros. En 2022, publicó Neurociencia del cuerpo, donde explora cómo el cuerpo influye en la mente, integrando hallazgos científicos recientes con perspectivas históricas de la medicina oriental y occidental para mostrar el impacto de la postura, la respiración, el corazón y la microbiota en procesos como la memoria, la atención y las emociones. También ha publicado diversos libros de divulgación orientados a público infantil con ilustraciones de Luna Lag, como Alicia y el cerebro maravilloso: Un cuento para entender lo que pasa en tu cabeza, en 2022, y Alicia y el corazón maravilloso: Un cuento para aprender a respetar todos los corazones, en 2023.

## Obra
- 2021 – El espejo del cerebro. Editorial La Huerta Grande. ISBN 9788417118853.
- 2022 – Neurociencia del cuerpo. Cómo el organismo esculpe el cerebro. Editorial Kairós. ISBN 978-8499889931.
- 2022 – Alicia y el cerebro maravilloso: Un cuento para entender lo que pasa en tu cabeza. Editorial Beascoa. ISBN 978-8448859855.
- 2022 – Alicia y la barriga maravillosa: Un cuento para entender cómo se alimentan tus emociones. Editorial Beascoa. ISBN 978-8448863241.
- 2023 – Alicia y el corazón maravilloso: Un cuento para aprender a respetar todos los corazones. Editorial Beascoa. ISBN 978-8448866440.
- 2025 – El puente donde habitan las mariposas. Editorial Siruela-Penguin. ISBN 8410415321.